# 2144 Marietta
A 2144 Marietta (ideiglenes jelöléssel 1975 BC1) a Naprendszer kisbolygóövében található aszteroida. Ljudmila Csernih fedezte fel 1975. január 18-án.